# Або
Або (фр. Abos) насеље је и општина у југозападној Француској у региону Аквитанија, у департману Атлантски Пиринеји која припада префектури Олорон Сен Мари.
По подацима из 2011. године у општини је живело 492 становника, а густина насељености је износила 58,22 становника/km². Општина се простире на површини од 8 km². Налази се на средњој надморској висини од 123 метара (максималној 250 m, а минималној 108 m).

## Демографија
| 1962. | 1968. | 1975. | 1982. | 1990. | 1999. | 2011. |
| ----- | ----- | ----- | ----- | ----- | ----- | ----- |
| 432   | 479   | 462   | 467   | 479   | 481   | 492   |

График промене броја становника у току последњих година